# Шугалей Людмила Миколаївна
Людми́ла Микола́ївна Шугале́й (нар. 21 березня 1965, Київ, УРСР) — генерал-майор медичної служби, начальниця Військово-медичного управління Служби безпеки України (з 2014), Заслужений лікар України. Перша з українських військовослужбовиць, якій присвоєно (у 2018 році) генеральське звання. 

## Життєпис
Народилася 21 березня 1965 року у Києві (за іншими даними — у Чернігові[джерело?]).
Під час Революції Гідності у 2013—2014 році надавала допомогу пораненим учасникам Євромайдану.

### Військова служба
До 2014 року була заступницею начальника Військово-медичного управління Служби безпеки України, у 2014 очолила Управління. Отримала військове звання підполковника медичної служби.
12 жовтня отримала звання генерал-майора медичної служби. Станом на 2018 рік, була єдиною жінкою-генералом на військовій службі в Україні. В 2004 році звання генерал-майора міліції отримала прес-секретар МВС Тетяна Подашевська.

## Нагороди та відзнаки
- Орден княгині Ольги III ст. (22 серпня 2016) — за особистий внесок у зміцнення обороноздатності Української держави, мужність, самовідданість і високий професіоналізм, виявлені під час бойових дій та при виконанні службових обов'язків[4]
- Медаль «За військову службу Україні» (7 березня 2023) — за значні заслуги у зміцненні української державності, мужність і самовідданість, виявлені у захисті суверенітету та територіальної цілісності України, вагомий особистий внесок у розвиток різних сфер суспільного життя, сумлінне та бездоганне виконання професійного обов'язку[5]
- Заслужений лікар України (20 серпня 2008) — за особливі заслуги у захисті державного суверенітету та територіальної цілісності України, охорону конституційних прав і свобод людини, мужність і самовідданість, виявлені під час виконання військового і службового обов'язку, та з нагоди 17-ї річниці незалежності України, за вагомий особистий внесок у зміцнення обороноздатності і безпеки Української держави, бездоганне виконання військового і службового обов'язку, високий професіоналізм[6]

## Військові звання
- генерал-майор медичної служби, 12.10.2018.[7][3]